# A Tribute to Jack Johnson
A Tribute to Jack Johnson – album nagrany przez Milesa Davisa w 1970 r. i wydany przez firmę nagraniową Columbia w 1971 r. Płyta poświęcona była pierwszemu wybitnemu afroamerykańskiemu bokserowi, mistrzowi świata – Jackowi Johnsonowi.

## Historia nagrania i charakter albumu
Album stanowił ścieżkę dźwiękową do filmu dokumentalnego Jack Johnson (1970) w reżyserii Williama Caytona. Został on pozytywnie przyjęty przez krytyków, ale nie odniósł sukcesu komercyjnego, co przełożyło się na słabą sprzedaż płyty.
Album powstał w lutym i listopadzie 1970 r. Davies grał uprzednio z wszystkimi muzykami z sekstetu, z wyjątkiem Michaela Hendersona, który był wcześniej  basistą Arethy Franklin. Jego gatunkową podstawą muzyczną był rhythm and blues. Davis długo zastanawiał się nad przyjęciem go do grupy, ponieważ dotychczas każdy jego basista potrafił także grać na kontrabasie. Mimo to Henderson spełnił jego oczekiwania, zarówno na płycie, jak i na serii koncertów, które odbyły się w klubie The Cellar Door w Waszyngtonie.
- „Yesternow” zawiera pewne fragmenty z utworu „Shhh/Peaceful” z sesji 18 lutego 1969 r. do albumu In a Silent Way.

- „Right Off” uległ zmianie po nagraniu studyjnym dzięki działaniom producenta Teo Marcero, który przemontował utwór, dodając do niego fragmenty z innych sesji.

Album kończy się cytatem z Jacka Johnsona wygłoszonym przez aktora Brocka Petersa.
ANG: I'm Jack Johnson – heavyweight champion of the world! I'm black! They never let me forget it. I'm black all right. I'll never let them forget it.
PL: Jestem Jack Johnson – mistrz świata wagi ciężkiej! Jestem czarny! Nigdy nie pozwalają mi o tym zapomnieć. Zgoda, jestem czarny. Nigdy nie pozwolę im o tym zapomnieć.

## Muzycy

### Sekstet
- Miles Davis – trąbka
- Herbie Hancock – instrumenty klawiszowe
- John McLaughlin – gitara
- Steve Grossman – saksofon sopranowy
- Michael Henderson – gitara basowa
- Bill Cobham – perkusja

Muzycy z sesji z 18 lutego 1969 r. Fragmenty ich nagrania pojawiają się mniej więcej od 12 min. 55 sek. w "Yesternow"
- Miles Davis – trąbka
- Wayne Shorter – saksofon sopranowy
- John McLaughlin – gitara
- Chick Corea – pianino elektroniczne
- Herbie Hancock – pianino elektroniczne
- Joe Zawinul – organy
- Dave Holland – gitara basowa
- Tony Williams – perkusja

## Lista utworów

### Strona pierwsza
1. „Right Off” – 26:52

### Strona druga
1. „Yesternow” – 25:34

## Opis płyty

### Płyta analogowa (winylowa)
- Producent – Teo Macero
- Realizator dźwięku – Stan Tonkel
- Miksowanie – Russ Payne
- Daty nagrania – 7 kwietnia 1970 ("Yesternow"); 11 listopada 1970 ("Right Off").
- Studio – Columbia 30th Street Studios, Nowy Jork
- Czas albumu – 52 min. 26 sek.
- Data wydania – 24 lutego 1971
- Firma nagraniowa – Columbia
- Tekst – Bill Milkowski
- Grafika – Paul Davis
- Fotografia – David Gahr
- Numer katalogowy – S 30455

### Wznowienie na CD
- Producenci – Bob Belden, Michael Ciscuna
- Nedra Olds-Neal
- Cyfrowy mastering – Mark Wilder
- Studio – Sony Music Studios, Nowy Jork
- Dyrektor projektu wznowień – Seth Rothstein
- Columbia Jazz Reissue Series – Steve Berkowitz i Kevin Gore
- Menedżer produktu – Penny Armstrong
- Dyrektor artystyczny – Howard Fritzson
- Koordynator artystyczny – Paul M.Martin
- Projekt artystyczny – Randall Martin
- Tekst – Chip Deffaa
- Firma nagraniowa – Columbia/Legacy
- Numer katalogowy – CK 47036
- ©1992 Sony Music Entertainment Inc.